# 豪華旅行車

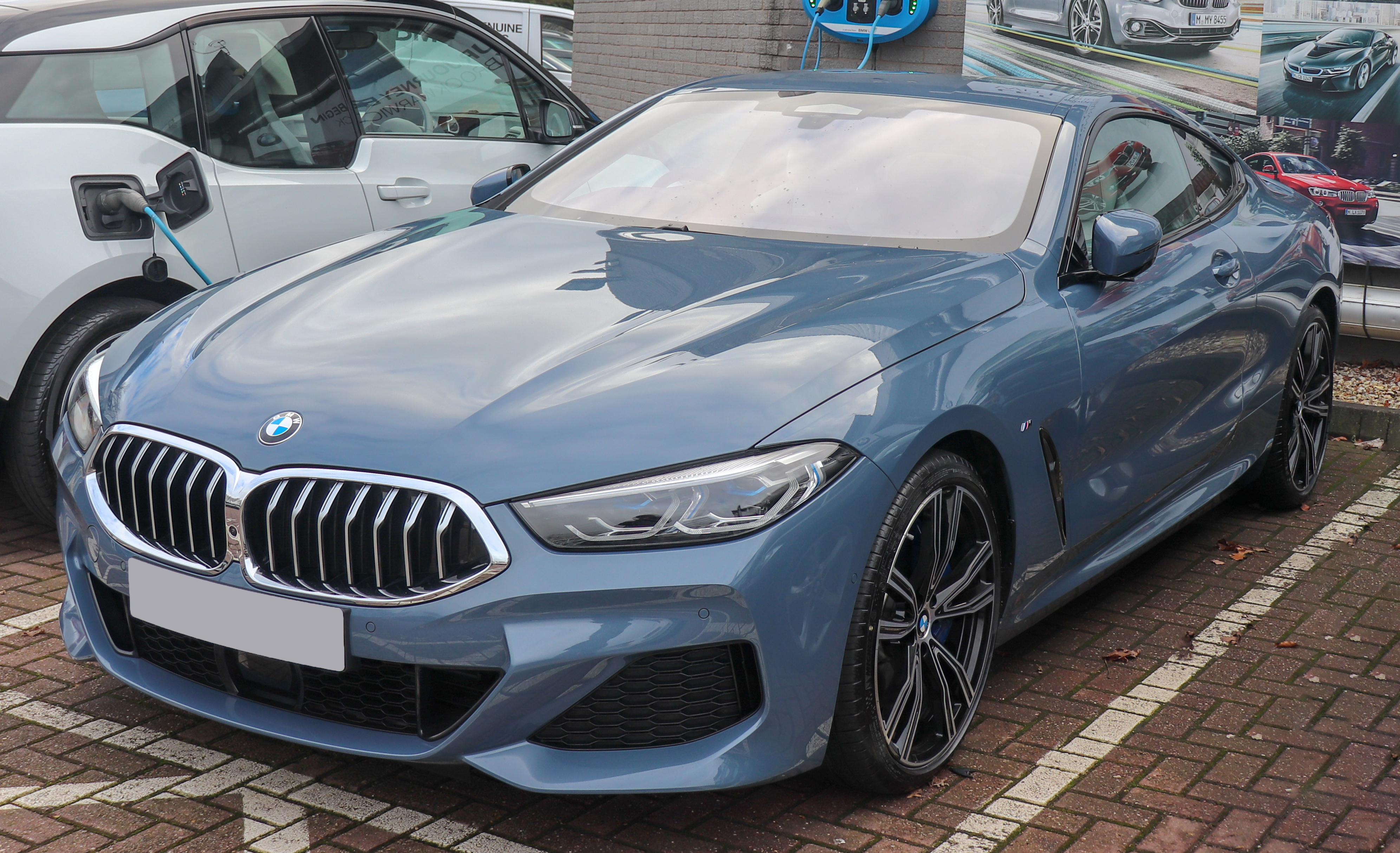
2018年BMW 8系列

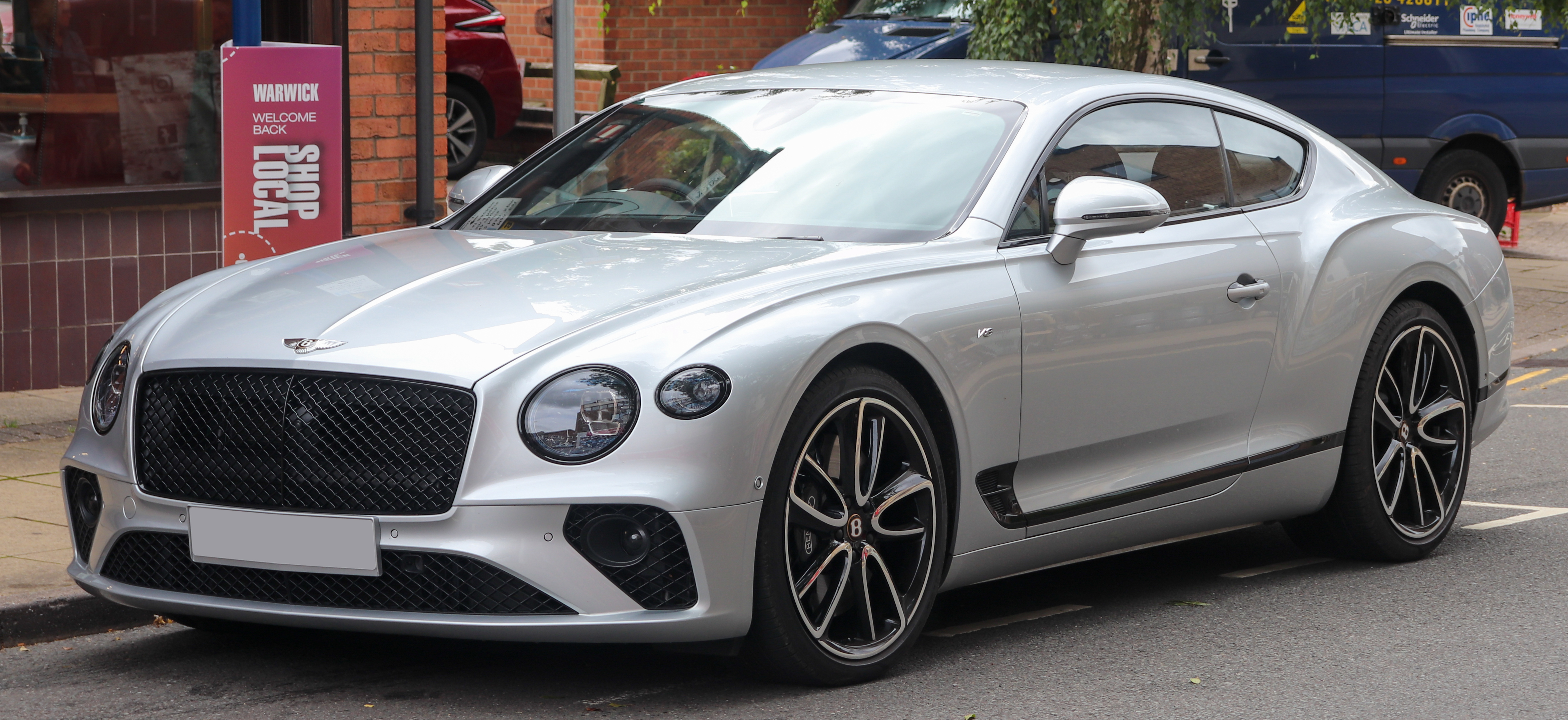
2019年賓利歐陸GT

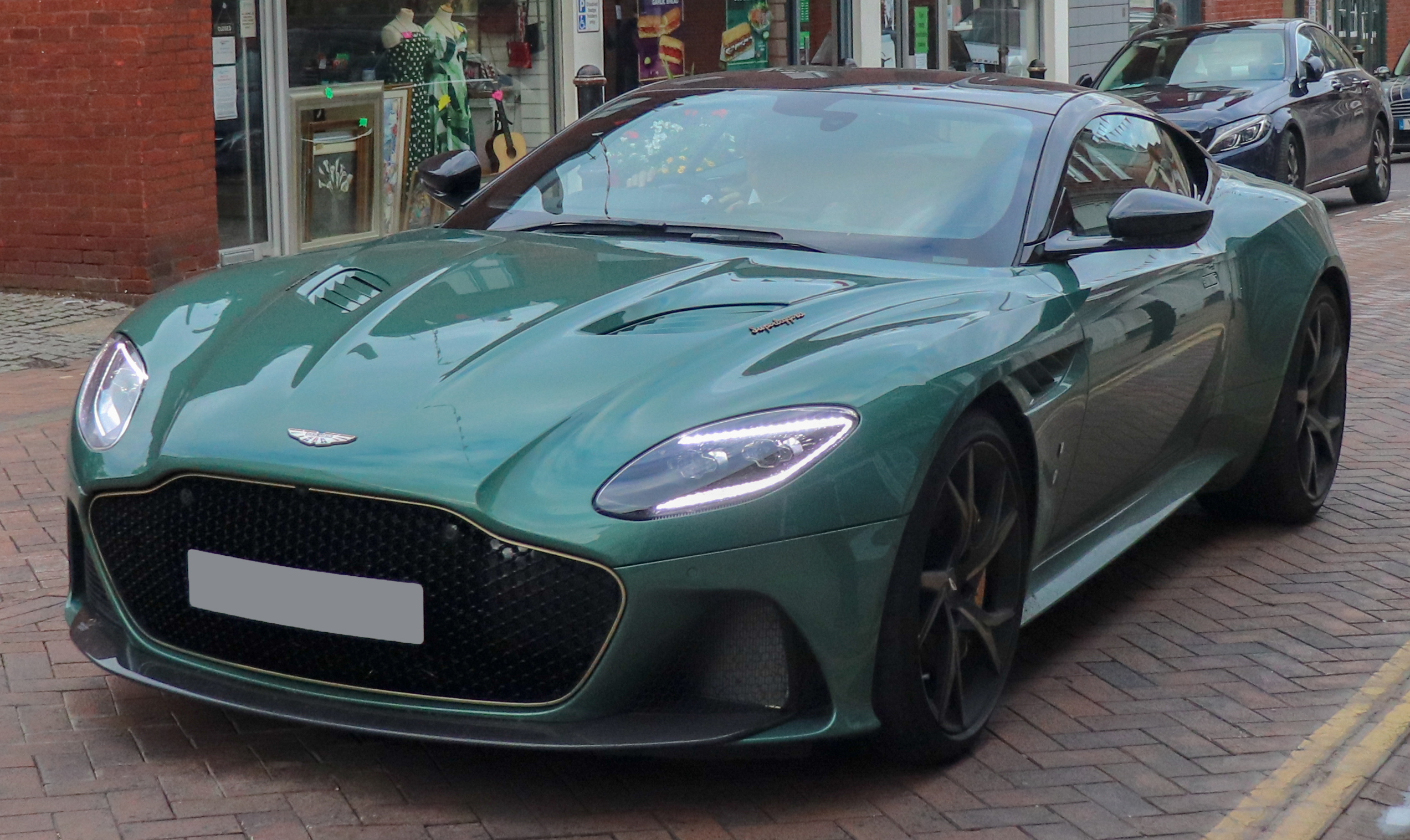
2019年阿斯頓馬丁DBS Superleggera

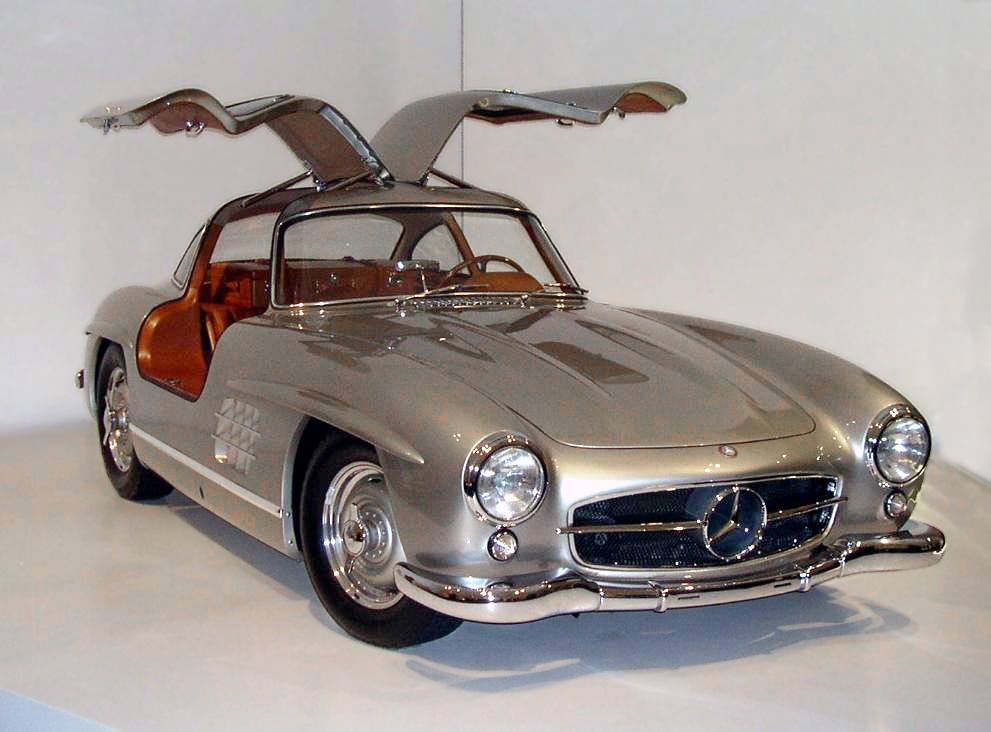
1956年梅賽德斯-賓士 300SL

豪華旅行車（英語：Grand tourer，簡稱：GT），「大巡遊車」、「大巡旅車」、「大巡迴車」，泛指高性能、可以於長時間下高速行駛、作長途旅行之用的豪華汽車，多數為雙門四座位或2+2佈局的轎跑車。
「GT」這個詞組早在17世紀就誕生了。當時，歐洲的貴族公子在成年之際會花上幾個月甚至幾年的時間在西歐遊歷，稱之為「Grand Tour」，大致的意思為：「壯遊」、「大旅行」、「大巡遊」、「大巡旅」、「大巡迴」，這樣子的旅行在當時花費很大，只有富人支付的起，而在旅行中用的大型馬車的車廂被稱為Grand Touring 。一直到19世紀火車普及之後，這樣的「壯遊」才慢慢普及開來。
20世紀30年代，汽車已經擺脫了剛發明時的粗糙形象，義大利一些車廠回想起Grand Tour的年代，希望現在的人能開著這樣高規格的車去自駕「大巡遊」。於是，愛快羅密歐和法拉利等一些車廠造出了直接以GT命名的車型---Gran Turismo。「Gran Turismo」意為適合長距離高速行駛的豪華跑車。
有別於超級跑車，豪華旅行車不是單純追求速度感，舒適度往往更加重要，懸掛系統會較為偏軟，車身較重、較多儲物空間，車廂內籠極盡豪華，當駕駛者屬意加速時，引擎會產生雄渾的扭力，令到加速顯得易如反掌。傳統上，豪華旅行車為前置引擎後輪驅動設計，車頭較長，駕駛艙偏後；引擎方面普遍使用大馬力的V12或V8大容積引擎。自1920年代後期開始，各車廠均樂意將GT的徽章黏貼於他們的車子上。
但現時很多跑車都冠以GT之名，甚至包括了不少雙座位的純種跑車或超跑在內，其實這個詞語已經喪失了本來的意義。另一個問題是賽車中所謂的GT賽，其實已經包括了所有非專業賽車的改裝車在賽道上的比賽，不過用來區別於拉力賽或方程式賽車之類的賽事。

## 特性
無論是Grand Tourer、Grand Turismo、Grand Routiere或者GT，皆時常被世人誤用或誤解。山姆·道森（Sam Dawson）認為：「一輛豪華旅行車應當具備高速跨越大陸之能力，並兼具駕控性與舒適性」，其餘特性如下：
- 在考慮所有相關因素的理想情況下，一輛GT車應該在開發之初便制定成豪華旅行車。
- 應能舒適地載運兩名乘客及其行李箱，甚至能達到2+2的佈局。
- 引擎性能足以應付以速度上限舒適地穿州過省。
- 由內到外的設計應當能讓駕駛人完全掌控。
- 其底盤和懸吊系統能針對所有路況提供合適的操控性及舒適性。

## 車名縮寫形式
最早以「GT」命名的車廠可回溯至1920年代的愛快羅密歐、法拉利以及蘭吉雅。各種縮寫形式及其意義如下所示：
- GT（Gran Turismo）：雙門雙座車，如豐田GT86（歐洲）、賓利Continental GT等。
- GTA（Gran Turismo Alleggerita / Automatic）：
  - Alleggerita：義大利語「減輕」之意，如愛快羅密歐GTA（英语：Alfa Romeo GTA）。
  - Automatic：意指自排變速箱，如法拉利456 GTA（英语：Ferrari 456）、第七代三菱Lancer Evolution GT-A等即屬自排車款。
- GTAm（Gran Turismo Alleggerita Modificata）：義大利語「Modificata」意指「修改」，像是愛快羅密歐GTAm（英语：Alfa Romeo GTA）。
- GTB（Gran Turismo Berlinetta）：轎跑車外形的豪華旅行車，諸如法拉利328 GTB。
- GTC：「C」可做許多解釋如下：
  - Gran Turismo Compressore：渦輪增壓之意，好比愛快羅密歐6C（英语：Alfa Romeo 6C） 1750 GTC。
  - Gran Turismo Cabriolet：敞篷之意，比方賓利Continental GTC。
  - Gran Turismo Compact：緊湊型轎車之意，像是歐寶Astra GTC（英语：Opel Astra）。
  - Gran Turismo Crossover：跨界休旅車之意，諸如歐寶Antara GTC（英语：Opel Antara）。
  - Gran Turismo Corsa：義大利語賽車之意，如法拉利458 Italia GTC。
- GTD（Gran Turismo Diesel）：意指柴油引擎，像是標緻505 GTD、福斯Golf GTD等。
- GTO（Gran Turismo Omologata）：經法規認證（英语：Homologation (motorsport)）的賽車，如三菱GTO、龐蒂克GTO（英语：Pontiac GTO）、法拉利250 GTO（英语：Ferrari 250 GTO）等車款。
- GTR / GT-R（Gran Turismo Racing）：最明顯的例子莫過於日產GT-R、日產Skyline GT-R、梅賽德斯-AMG GT-R
- GTS（Gran Turismo Spider）：敞篷型的豪華旅行車，諸如法拉利348 GTS（英语：Ferrari 348）、法拉利308 GTS（英语：Ferrari 308 GTB/GTS）等。
- GTS（Gran Turismo Sport）：四門轎車，如霍頓HSV GTS（英语：Holden Special Vehicles GTS）。
- GTS（Grand Tourisme Spécial）：法國雷諾汽車用來命名某些高性能版中階車款，諸如雷諾19 GTS（英语：Renault 19）。
- GTV（Gran Turismo Veloce）：快速的豪華旅行車，像是愛快羅密歐GTV6（英语：Alfa Romeo GTV and Spider）。
- GTI / GTi（Gran Turismo Iniezione）：採用燃油噴射系統的豪華旅行車，首度出現在1961年問世的瑪莎拉蒂3500 GTI（英语：Maserati 3500 GT）[6]，其他諸如福斯Golf GTI。
- GTE（Grand Touring Estate）：旅行車外形的豪華旅行車，比如理萊恩特Scimitar GTE（英语：Reliant Scimitar）。
- GT/E（Einspritzung，德語「燃油噴射系統」之意）：譬如歐寶Menta GT/E（英语：Opel Manta）。
- GTX（Grand Tourisme Xtreme）：雷諾汽車用來命名高階跑車車款，如雷諾21 GTX（英语：Renault 21）。
- HGT（High Gran Turismo）：飛雅特汽車用來命名高性能車款。

## 著名車款列表
以下列舉了一些較為知名的豪華旅行車：
- 愛快羅密歐8C Competizione

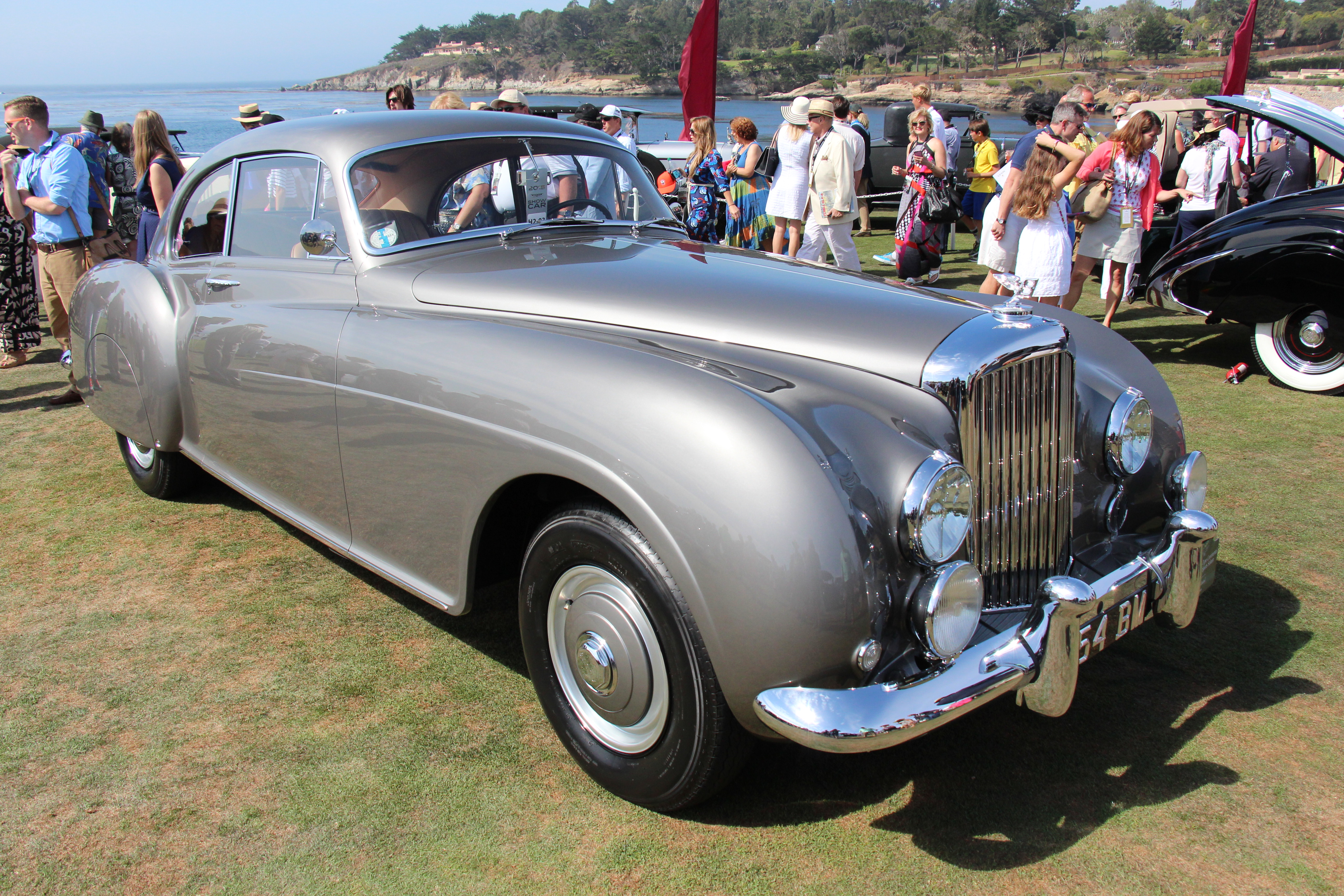
1953年 賓利Continental grand tourer

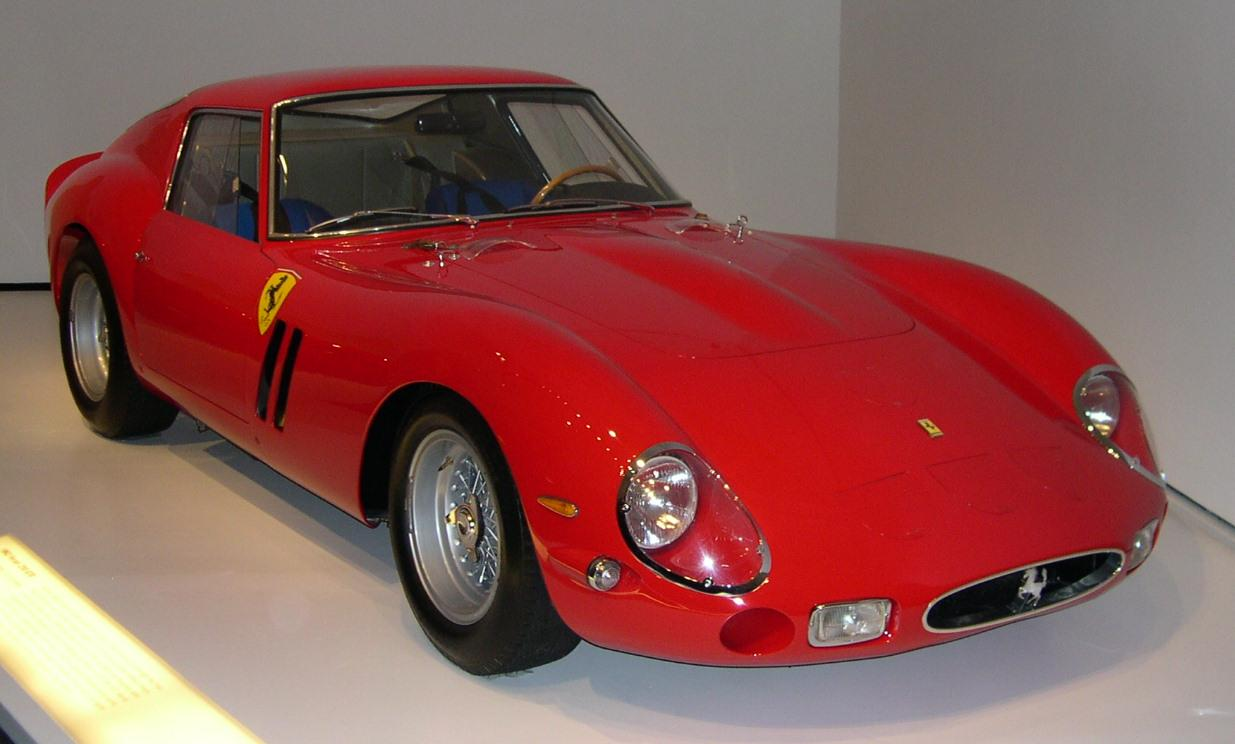
1962年 法拉利250 GTO

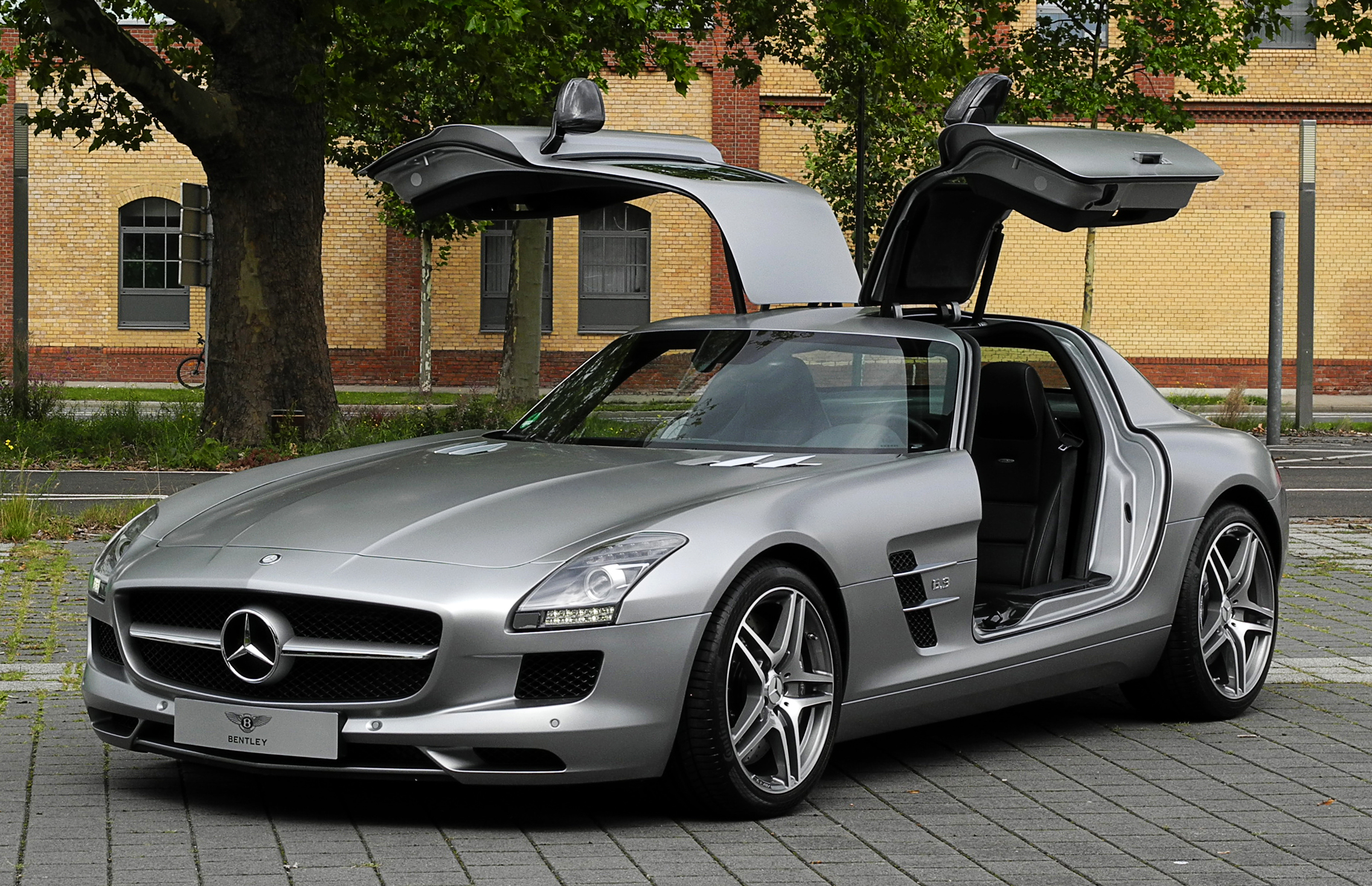
2011年 梅賽德斯-平治SLS AMG

- 愛快羅密歐Montreal（英语：Alfa Romeo Montreal）
- 阿斯顿·马丁DB2（英语：Aston Martin DB2）
- 阿斯顿·马丁DB2/4（英语：Aston Martin DB2/4）
- 阿斯顿·马丁DB Mark III（英语：Aston Martin DB Mark III）
- 阿斯顿·马丁DB4（英语：Aston Martin DB4）
- 阿斯顿·马丁DB4 GT Zagato（英语：Aston Martin DB4 GT Zagato）
- 阿斯顿·马丁DB5
- Aston Martin Short Chassis Volante（英语：Aston Martin Short Chassis Volante）
- 阿斯顿·马丁DB6（英语：Aston Martin DB6）
- 阿斯顿·马丁DBS（英语：Aston Martin DBS）
- 雅士頓馬田V8（英语：Aston Martin V8）
- 雅士頓馬田V8 Zagato（英语：Aston Martin V8 Zagato）
- 阿斯顿•马丁Vantage（英语：Aston Martin Vantage）
- 雅士頓馬田DB7（英语：Aston Martin DB7）
- 雅士頓馬田DB9（英语：Aston Martin DB9）
- 雅士頓馬田DBS V12（英语：Aston Martin DBS V12）
- 雅士頓馬田Vanquish
- 賓利Continental GT
- BMW 6系列
- BMW 8系列
- 法拉利575M
- 法拉利612 Scaglietti（英语：Ferrari 612 Scaglietti）
- 法拉利Daytona（英语：Ferrari Daytona）
- 法拉利California
- 法拉利599 GTB Fiorano
- 法拉利F12 Berlinetta
- 法拉利812 Superfast
- 法拉利Portofino（英语：Ferrari Portofino）
- 法拉利FF（英语：Ferrari FF）
- 法拉利GTC4Lusso（英语：Ferrari GTC4Lusso）
- 法拉利罗马
- 法拉利12Cilindri
- 積架XJS
- 積架XK（英语：Jaguar XK）
- 玛莎拉蒂A6（英语：Maserati A6）
- 玛莎拉蒂3500 GT（英语：Maserati 3500 GT）
- 玛莎拉蒂5000 GT（英语：Maserati 5000 GT）
- 玛莎拉蒂Mistral（英语：Maserati Mistral）
- 玛莎拉蒂锡布灵（英语：Maserati Sebring）
- 玛莎拉蒂墨西哥（英语：Maserati Mexico）
- 玛莎拉蒂Indy（英语：Maserati Indy）
- 玛莎拉蒂坎辛（英语：Maserati Khansin）
- 瑪莎拉蒂Ghibli
- 玛莎拉蒂卡亚拉米（英语：Maserati Kyalami）
- 瑪莎拉蒂GranTurismo
- 梅賽德斯-平治CL系列（英语：梅賽德斯-平治CL系列）
- 梅賽德斯-平治SLS AMG
- 三菱GTO
- 日產300ZX（英语：Nissan 300ZX）
- 豐田Suprap